# Ursulinenklooster (Roermond)

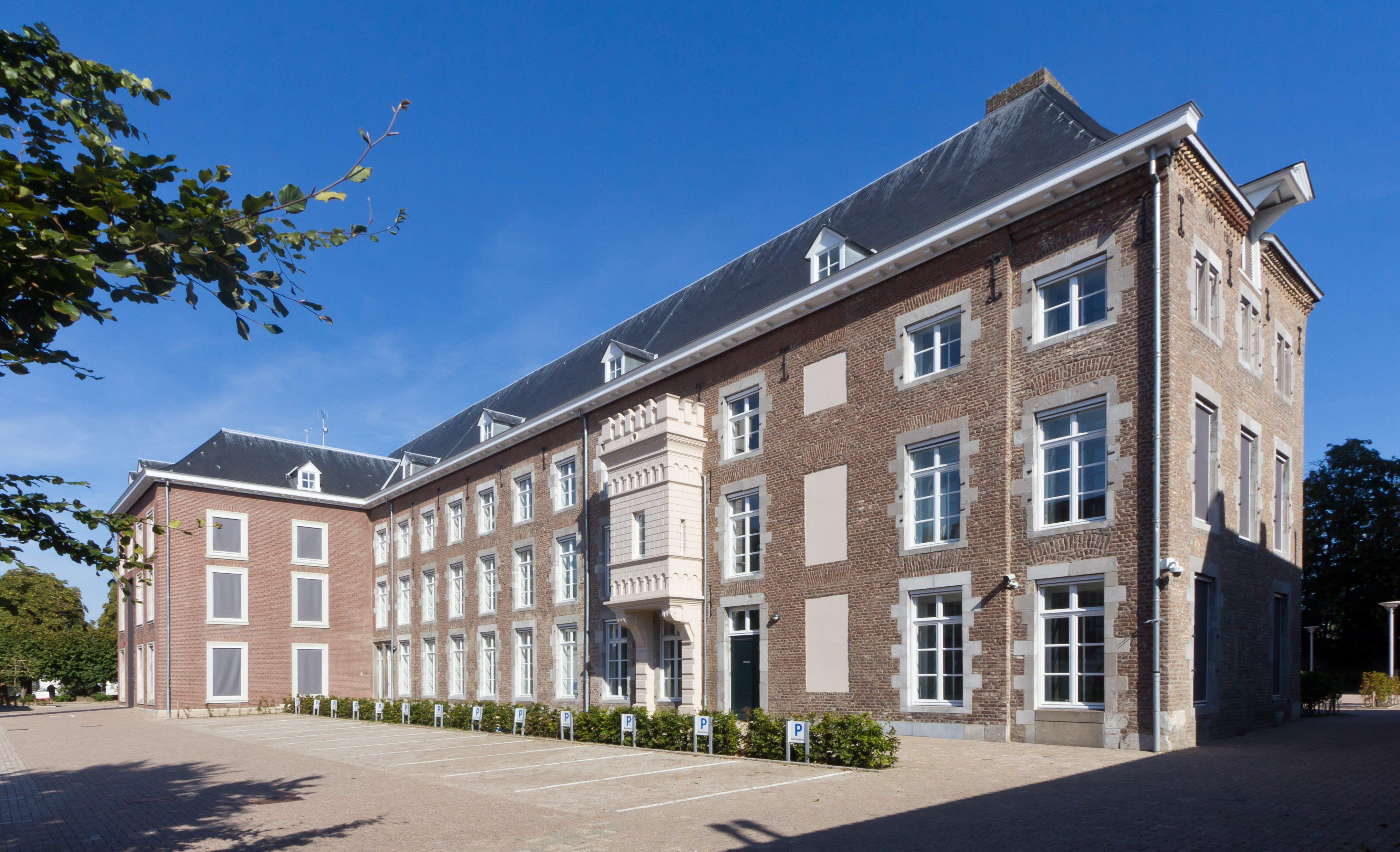
Ursulinenklooster

Het Ursulinenklooster is een voormalig klooster dat zich bevindt aan Steegstraat in de Nederlandse stad Roermond.

## Geschiedenis

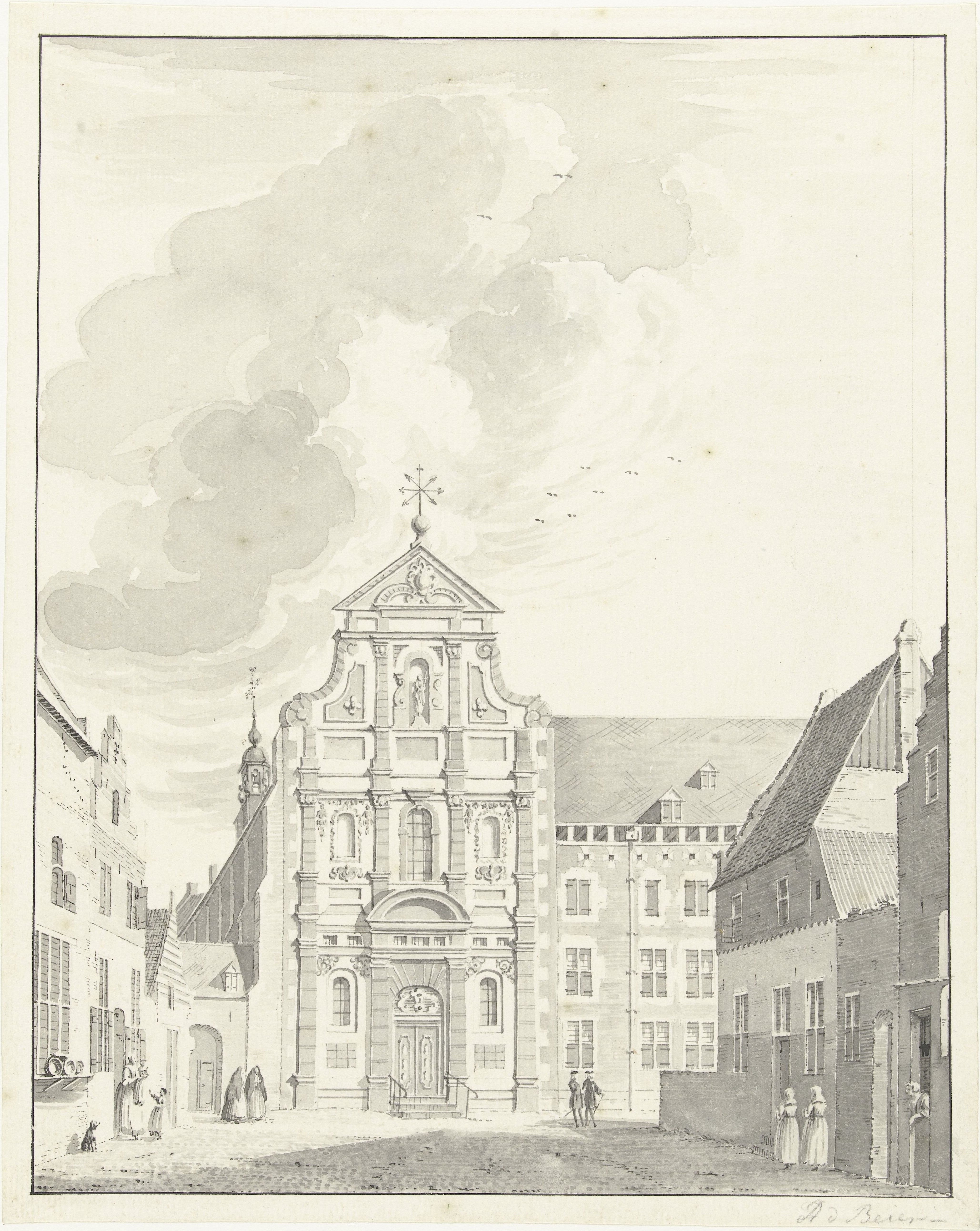
Jan de Beijer. Ursulinenklooster in Roermond. 1753. Tekening. Amsterdam, Rijksmuseum.

Op 1 mei 1646 vroeg de moeder-overste van het Ursulinenklooster in Sittard het stadsbestuur van Roermond toestemming om in die stad een nieuw Ursulinenklooster te stichten. Op 14 juni 1646 besloot landsbestuur van Opper-Gelre, dat de Ursulinen zich na overleg met bisdom in Roermond mochten vestigen. Voorwaarde voor vestiging was dat het klooster gratis onderwijs zou aanbieden aan arme meisjes; deze taak hebben de zusters zeker tot 1783 uitgevoerd. Op 12 augustus 1646 betrokken de zusters een pand aan de Steegstraat. Het klooster raakte bij de stadsbrand van 1665 zodanig beschadigd dat het herbouwd moest worden. Hiervoor gaf de magistraat van Roermond toestemming naast de Cattentoren een veldbrandoven te plaatsen, waarin de benodigde bakstenen gebakken werden. De barokke kloosterkerk (nu verdwenen) werd op 21 oktober 1685 ingewijd door de bisschop van Roermond, Reginald Cools.
In 1783 werden door de toenmalige landheer van Opper-Gelre, Keizer Jozef II van Oostenrijk, alle 'onnutte' kloosters opgeheven. Het Ursulinenklooster werd gespaard vanwege de maatschappelijke functie die het vervulde. Op 26 september 1796 werd het klooster door de Fransen alsnog geseculariseerd. In 1798 vertrokken de zusters naar Lier. Enkele maanden daarna werd de inboedel van de Ursulinen openbaar verkocht. Het kloostercomplex zelf werd op 27 december 1799 per openbare verkoping verkocht aan Mathieu Moreau uit Sainte-Walburge bij Luik. In 1798 werden de vensters vervangen. Tegen het jaar 1822 waren kerk, school, voorbouw en brouwerij afgebroken. De groentetuin werd voor 500 frank per jaar verhuurd. Later kwam het gebouw in het bezit van de familie Claessens en vanaf 1836 van de notaris Felix Milliard, die in 1832 trouwde met Marie Ida Claessens. Het echtpaar Milliard-Claessens voerde herstelwerkzaamheden uit aan het gebouw en liet in 1860 een neoromaanse erker aanbouwen en een uitbreiding aan de westzijde. In 1881 erfde Milliards zoon, Felix jr., het gebouw. Later woonden hier Milliards dochters, Amelie Milliard, getrouwd met Mr. Charles Strens, links, en Louise Milliard, rechts.

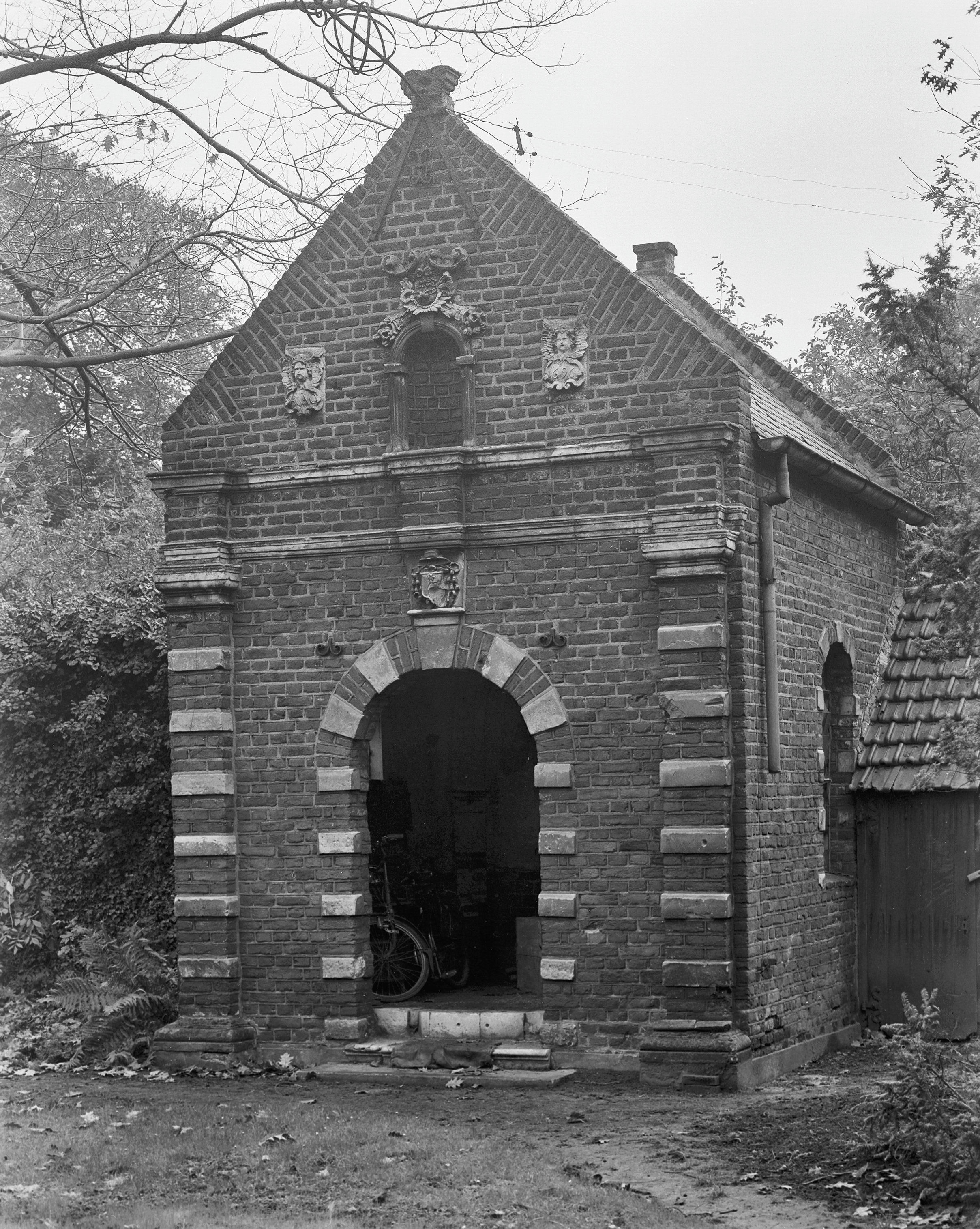
De Ursulinenkapel in 1954. Foto: RCE.

Na het overlijden van Louise Milliard werd het gebouw op 5 mei 1923 verkocht aan de Limburgse Land- en Tuinbouwbond (LLTB). Van 1923-1967 werd het gebruikt als R.K. Landbouwschool. In 1979 werd het gebouw verkocht aan de Centrale Rabobank, die het liet verbouwen tot kantoor. In 1980 betrok de LLTB het gebouw, dat toen als LLTB-Landbouwhuis bekend stond. Tegenwoordig is het gebouw in gebruik als 'Ondernemershuis' of 'Ondernemersplein' en is hier naast de LLTB ook gevestigd de Kamer van Koophandel van Roermond en het Huis voor de Kunsten Limburg.

## Ursulinenkapel
In de tuin bevindt zich de Ursulinenkapel. Deze werd in 1696 gebouwd in baksteen, met horizontale banden in mergelsteen in de pilasters en de vensteromlijstingen ter versiering. De voorgevel bevat boerenvlechtingen, het familiewapen van de familie Van Afferden, en een nis met een Ursulabeeld erin. Bij de aankoop van het Ursulinenklooster door de Rabobank in 1979 bleef de kapel eigendom van de LLTB. Op 20 oktober 2000 werd de kapel door de LLTB verkocht aan Stichting Rura voor het symbolische bedrag van 1 gulden.